# سباع
سباع (به عربی: سباع) یک روستا در سوریه است که در ناحیه مرکزی سلمیه واقع شده‌است. سباع ۷۹۱ نفر جمعیت دارد.